# Ines Eck
Ines Eck (* 11. Juli 1956 in Aue) ist eine deutsche Autorin, Grafikerin und Fluxuskünstlerin.

## Leben und Wirken
Ines Eck wuchs als Tochter einer Literatenfamilie, Sina und Hubert Witt, in Leipzig im Umfeld von Autoren und Künstlern auf. Sie studierte bis 1980 zunächst Medizin, anschließend bis 1987 Germanistik (Literatur-, Sprach-, Kulturwissenschaft) in Jena. Nach einem Berufspraktikum an der Volksbühne Berlin und Hospitanz im Deutschen Nationaltheater Weimar beschloss sie, in Jena ein Autorentheater in der Tradition des Epischen Theaters zu gründen. Sie gewann Friedensreich Hundertwasser für den Theateranbau, der nicht realisiert wurde. Eck verließ Jena und lebt seit 2003 als Fluxuskünstlerin (Wort, Bild, Ton, Soziales) in Berlin.
Eck gründete mit dem Komponisten Torsten Kulick 1992 eine Lebens- und Künstlergemeinschaft mit dem Webportal „Textlandschaft - Kunst als Abenteuer / Kunst als Weckreiz“ für „work in progress“, integrierte ein Kulturfeuilleton und jurierte den Wiener Werkstattpreis.
Eck begann auf Postkarten zu zeichnen, als ihr gesagt worden war, dass ihre Post kontrolliert wird. Jena galt als Zentrum des Widerstands. Ihre Grafiken zeigen Einflüsse von Pablo Picasso, Joan Miró und Marc Chagall.
Kulick und Eck realisierten in Kooperation mit Aktion Mensch Workshops (Worte, Bilder, Töne, Soziales) mit Kindern aus sozial benachteiligten, Immigrations- und Flüchtlingsfamilien in der Kunstlandschaft Spandau und begründeten die „Imaginäre Akademie der Künste“.

## Werke

### Bücher
- Steppenwolfidyllen. Roman. Zeitgeschichte I. Aufbau Verlag, Berlin 1991, ISBN 3-351-01831-2.
- Sommer 89. Roman. Zeitgeschichte II. Jena 1996. Textlandschaft.
- Revoluschen: die Vereinigungsfeier findet im Theater statt. Roman. Zeitgeschichte III. Jena 1996. Textlandschaft
- Mauer ist mein Hoppepferd. Lyrik. Jena 1996. Textlandschaft
- Dramen. Jena 1996. Textlandschaft
- Text für Analphabeten. Grafiken. Jena 1997. Textlandschaft
- Im Rosenkranz. Episoden. Jena 1999. Textlandschaft
- Und meine Tränen wurden rot. Kurzprosa. Berlin 2003. Textlandschaft
- Regenbogengeschichten gebrannter Kinder. Roman. Zeitgeschichte IV. Berlin 1996/2004. Textlandschaft
- Wedding ohne Hochzeit. Dialog. Berlin 2007. Textlandschaft
- Selbst der Himmel weint. Bürgergeld statt Bürgerkrieg. Drehbuch. Berlin 2008. Textlandschaft
- Putschisten im Fleisch. Drehbuch. Berlin 2012. Textlandschaft
- Und meine Tränen wurden rot. Groschenreisen. E-Book. Berlin 2013. Edition Kunstlandschaft
- Tacheles. Zerstörung einer Utopie. E-Book. Berlin 2013. Edition Kunstlandschaft
- Mal er Ei / Hommage an van Gogh. FAZ. Wien 2016.
- ...Mann...ohne...Eigenschaften... / Ein Gespräch mit Robert Musil in mir. Berlin 2016. Edition In Progress
- Parkuhr im Unpolitischen / Heimatsuche. Berlin 2017. Edition in Progress
- Theatralische Figuren. Berlin 2019. Edition in Progress
- Zwitschermaschine. Berlin 2021. Edition in Progress

### Kompositionen aus Kompositionen
- Vereinsamte Geige / 1993. Textlandschaft.
- Walzer im Blut / 1995. Textlandschaft.

### Kompositionen aus Geräuschen
- Eisschollen im Wind / 1997. Textlandschaft.
- Undergroundsound / 1998. Textlandschaft
- Rotierender Gesang / 1999. Textlandschaft
- Tor Afrika / 2000. Textlandschaft
- Öl im Hirn / 2003. Textlandschaft
- Lärm um das Schweigen der Fische / 2004. Textlandschaft
- Tunnel am Ende des Lichts / 2012. Textlandschaft
- Kinder spielen in sozialen Brennpunkten Klavier / 2018. Textlandschaft (Klangkunst DeutschlandRadio Kultur)
- Vom harten Klang des Geldes 2019. Textlandschaft
- Herbstklang 2020. Textlandschaft
- Corona Coma 2021. Textlandschaft

### MinimalARTheater im Ohr
- Romeo und Julia zwischen Tieren / Theater am Straßenrand / 1995. Textlandschaft
- Die Puppe Emily / 1996. Textlandschaft
- Die Weiber an die Macht / 1997. Textlandschaft
- Werther sagt Lotte / 1997, HR, MDR, WDR, Textlandschaft
- Verstummen des Zeitgeistes / 2015. Textlandschaft

### Komposition Film
- Tunnel am Ende des Lichts. SpielFilm. Berlin 2012. Textlandschaft
- Schwanenseh. Im Vordergrund Krieg. SpielFilm. Berlin 2013. Textlandschaft
- Leiche im Hirn. SpielFilm. Berlin 2014. Textlandschaft
- Burn in Fantasy. SpielFilm. Berlin 2015. Textlandschaft
- Faltenlos ist nur der Tod. Spiel.Film. Berlin 2017. Textlandschaft.

### Anthologien
- Der Turmspringer und andere Erzählungen. MDR-Literaturanthologie Band 2. Herausgegeben und mit einem Vorwort von Michael Hametner. Leipzig, ISBN 3-932545-23-0.
- Videoclip und andere Erzählungen. MDR-Literaturanthologie Band 5. Herausgegeben und mit einem Vorwort von Michael Hametner. Leipzig, ISBN 3-932545-65-6.
- „frische deutsche texte“. Lesebuch zu den Festivals der „frischen deutschen literatur in thüringen“. Herausgegeben im Auftrag des Literaturbüros Thüringen von Jürgen Paasch und Jörn Luther. Köln 1994–1998.
- Provinz. Texte aus Thüringen. Jahrbuch des Literaturbüros Thüringen. Erfurt 1998.

Weitere Beiträge in Gegenworte, Intendenzen – Zeitschrift für Literatur, Edit, Sklaven, Fluch´t´´raum, Palmbaum – Literarisches Journal aus Thüringen und Theater der Zeit.

### Illustrationen
- Traude Korosa: haust der wind in deinem haar. Gedichte. Wien 2004, ISBN 3-902373-05-9.

## Ausstellungen

### Einzelausstellungen
- Brechthaus Berlin
- 2000: Haus Dacheröden Erfurt
- 2001: Galerie p.s.kunst Wien

### Gruppenausstellungen
- Kulturbahnhof Kassel
- 1994: Kunstverein Jena
- 1996: Grafik, Kunstverein Eisenturm Mainz
- 1997: Karikatur, Kunstverein Eisenturm Mainz
- 1998: Fotografie, Kunstverein Eisenturm Mainz
- 2002: Palais Palffy, Wien
- 2003: Art Innsbruck
- Büchermuseum der Deutschen Bibliothek

## Stipendien und Auszeichnungen
Eck erhielt Aufenthaltsstipendien der Akademie Schloss Solitude (1990) – Vermittler: Gerhard Wolf, des Literarischen Colloquiums Berlin (1991), ein Stipendium der Stiftung Preußische Seehandlung (1994), ein Atelier-Stipendium Basel (1999), das Walter-Dexel-Stipendium Jena (1998) für ein „experimentelles und kompromissloses“ Werk, ein Aufenthaltsstipendium in Amsterdam (2000) und Unterstützungen des Kulturfonds, der Thüringer Landesregierung und des Bundespräsidenten. 2003 realisierte sie mit ihrem Arbeits- und Lebenspartner Torsten Kulick einen Atelieraufenthalt im Kunsthaus Tacheles, 2015 einen Gastaufenthalt in der Villa Massimo. Ecks Arbeiten wurden für den Alfred-Döblin-Preis, den Europäischen und Hamburger Dramatikpreis und den Gabriele Münter Preis nominiert. 1992 erhielt sie den Anna-Seghers-Preis („Förderung noch wenig bekannter Nachwuchsautoren aus deutschsprachigen und lateinamerikanischen Ländern“) der Akademie der Künste, – Fürsprecher: Christa Wolf, Dietger Pforte